# 封神演義 (ゲーム)
『封神演義』（ほうしんえんぎ）は、1998年9月10日に光栄（現・コーエーテクモゲームス）から発売されたPlayStation用シミュレーションロールプレイングゲーム。古代中国の伝奇小説『封神演義』を題材にしたゲーム作品である。1999年4月1日には、追加要素を加えた『愛蔵版 封神演義』が発売された。

## 概要
本作は、古代中国の伝奇小説『封神演義』を題材にしたゲーム作品であり、プレイヤーは主人公・太公望となって、殷の紂王や妲己を倒すことを目的とする。
ゲームシステムは、ステージ形式のクォータービューのシミュレーションRPGである。各ステージは3Dポリゴンで表現されており、「符印」「宝貝」という特殊なアイテムなどを使用することで、地面を隆起や陥没などステージの地形を自在に変化させることができるのが特徴。
1999年4月1日には、追加要素を加えた『愛蔵版 封神演義』が発売された。主な変更点としては、洞府での修行の仕様変更、難易度設定の追加、PocketStationの対応、原画資料集モードの追加などである。また、本作のキャストによるドラマCD版も発売された。
以後シリーズ化され、様々なゲームジャンルの『封神演義』作品も発売された。

## 声の出演
- 太公望 - 伊藤健太郎
- トウ嬋玉 - 丹下桜
- 雷震子 - 丹下桜
- 胡喜媚 - 丹下桜
- 楊セン - 置鮎龍太郎
- 紂王 - 置鮎龍太郎
- ナタ - 安達忍
- 妲己 - 安達忍
- 竜吉公主 - 前田このみ
- 黄天祥 - 前田このみ
- 白鶴童子 - 安田美和
- 王貴人 - 安田美和
- 聞仲 - 増谷康紀
- 黄天化 - 増谷康紀
- 黄飛虎 - 岸野幸正
- 李靖 - 岸野幸正
- 元始天尊 - 岸野幸正

## スタッフ
- キャラクターデザイン・原画 - 岡崎武士
- 広告モデル - 安西ひろこ

## 作品一覧
- 封神演義（PlayStation、1998年9月10日）
  - 愛蔵版 封神演義（PlayStation、1999年4月1日）
- バトル封神（ニンテンドー ゲームキューブ、2002年3月29日）
  - 超・バトル封神（PlayStation 2、2002年11月16日）
- マジカル封神（ゲームボーイアドバンス、2002年3月29日）
- 封神演義2（PlayStation 2、2002年6月27日）